# Mario Sironi
Mario Sironi, född 12 maj 1885, död 13 augusti 1961,  var en italiensk modernistisk konstnär inom framför allt den futuristiska och metafysiska skolan. Han var en del av konstnärsgruppen Novecento Italiano och hade under lång tid en nära relation till den fascistiska rörelsen i Italien.

## Biografi
Sironi föddes 1885 i Sassari på Sardinien men flyttade redan vid ett års ålder till Rom. Hans far var ingenjör vid järnvägen, men familjen bestod av många arkitekter och musiker; bland annat var den kände skulptören Ignazio Villa hans morfar.
Under första världskriget tjänstgjorde han i en cykelburen volontärbataljon och målade enbart sporadiskt. Det var under kriget han lärde känna Margherita Sarfatti, inflytelserik konstkritiker och samlare, och sedermera Mussolinis älskarinna. 1916 köpte hon två verk av Sironi, och gav honom också positiva recensioner.
1919 flyttade Sironi till Milano. Det var nu han kom att måla sina mest kända verk: de urbana landskapen (paesaggi urbani). Dessa ställdes ut första gången 1920 vid Galleria d'Arte i Milano, en utställning organiserad av Sarfatti, som kan ses som en uppstart för Novecento-gruppen.
Hans tidiga inflytande kom från den futuristiska och metafysiska målningen; bland annat syns tydliga likheter med Giorgio de Chirico, men han utvecklade sin stil hela livet. Under sin mest produktiva period utgjorde den tidiga italienska renässansen ett stilideal, vilket det gjorde för många medlemmar av Novecento-gruppen. Under trettiotalet upphörde han nästan helt att måla på duk men utförde å andra sidan ett stort antal mosaiker och muralmålningar.

## Sironi och fascismen
Sironi anslöt sig till Mussolinis rörelse Fasci italiani di combattimento redan i september 1919, tillsammans med andra futurister som Emilio Settimelli och Ferruccio Vecchi. Enligt egen utsago ska han dock inte ha varit politiskt intresserad.
Han förblev dock rörelsen trogen och följde också med till den nybildade Salòrepubliken. I april 1945 stoppades han av en grupp partisaner, men släpptes fri på inrådan av en av gruppens befälhavare, författaren Gianni Rodari, som gått med i motståndsrörelsen året innan. I juni ställdes han inför rätta inför en så kallad Commissione di epurazione, vars syfte var att åtala personer som haft inflytande under den fascistiska regimen. Sironi släpptes fri utan att ha blivit fälld för något brott.
Fram tills fascismens fall utförde han ett stort antal beställningsjobb åt den italienska staten. Bland dessa kan nämnas ett flertal muralmålningar av Mussolini som krigare, samt en mosaik i Palazzo di Giustizia i Milano där en allegori över lagen (legge) och kraften (forza) som håller en fasces i nävarna (nu borttagen).
Hans målningar av urbana landskap har på senare tid kommit att ses som en viktig del av den italienska fascismens estetik. Emily Braun menar att Sironi, i metafysisk anda, inkluderar våldet i dessa målningar genom att utelämna det. Braun noterar att de lastbilar som Sironi avbildar i sina urbana landskap, där i ndustrier skymtar i fonden, är av modellen Fiat 18 BI, alltså samma modell som användes av svartskjortorna (squadristi) i gatustrider mot politiska motståndare. Vad som bara antyds i målningarna är alltså att en grupp svartskjortor har anlänt för en strid med arbetare.  Mark Antliff menar att detta är en del av en större fascistisk ambition att estetisera våldet, som han menar inte bara är en maktmetod, utan ett moraliskt ideal som går att spåra till Georges Sorels politiska tänkande.

## Senare liv och eftermäle
Sironis nära band till fascismen utgjorde en stor belastning efter kriget, men han fortsatte måla. I Italien undvek kritiker att recensera hans verk, medan han i övriga Europa och i Nordamerika mest fick uppmärksamhet för sina tidiga, futuristiska verk.
Till vis del har Sironi åter kommit att betraktas som ett rumsrent namn, och hans verk finns nu att beskåda på många av de stora galleriorna i Italien som Breragalleriet i Milano eller Museo Nazionale d'Arte Moderna i Rom. Bara ett fåtal retrospektiva utställningar har ägnat honom uppmärksamhet, senast i Complesso del Vittoriano (Rom) regi.
Sironi dog 1961 i Milano.